# Tetracentrum
Tetracentrum é um género de peixe da família Ambassidae.
Este género contém as seguintes espécies:
- Tetracentrum caudovittatus